# Headhunter (Krokus)
Headhunter è il settimo album in studio della heavy metal band Krokus, uscito nel 1983 per l'etichetta discografica Arista Records.

## Tracce
1. Headhunter (Rohr, Stone, Storace, Von Rohr, VonArb) 4:30
2. Eat the Rich (Rohr, Stone, Storace, Von Rohr, VonArb) 4:14
3. Screaming in the Night (Kohler, Kohler, Rohr, Stone, Storace, Von Rohr, VonArb) 6:28
4. Ready to Burn 	(Kohler, Rohr, Stone, Storace, Von Rohr, VonArb) 3:55
5. Night Wolf (Rohr, Stone, Storace, Von Rohr, VonArb) 4:12
6. Stayed Awake All Night (Bachman) 4:44 (Bachman-Turner Overdrive Cover)
7. Stand and Be Counted (Rohr, Stone, Storace, Von Rohr, VonArb) 4:08
8. White Din (Rohr, Von Rohr, VonArb) 1:45
9. Russian Winter (Rohr, Stone, Storace, Von Rohr, VonArb) 3:26

## Singolo
- Screaming in the night (b-side: Russian Winter)

## Formazione
- Marc Storace – voce
- Fernando von Arb – chitarra solista e ritmica, basso, tastiere
- Mark Kohler – chitarra ritmica e solista
- Chris von Rohr – basso, tastiere
- Steve Pace – batteria

### Membri Esterni
- Rob Halford – cori nella traccia Ready to Burn.